# چک هررو
چک هررو (نام علمی: Namibornis herero) نام یک گونه از تیره مگس‌گیران است.